# Joseph-Marie-François de Lassone

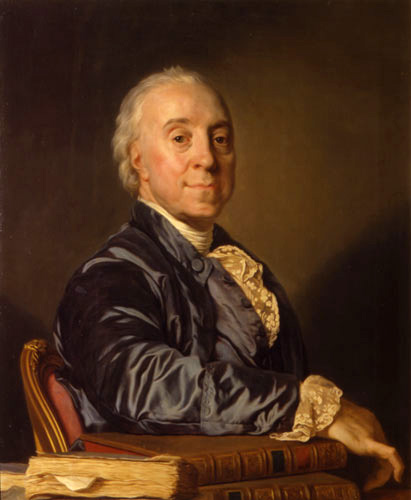
Joseph-Marie-François de Lassone

Joseph-Marie-François de Lassone (* 3. Juli 1717 in Carpentras; † 10. Dezember 1788) war ein französischer Arzt.
Sein Vater Anthony Joachim diente als königlicher Leibarzt und ermöglichte ihm die Ausbildung am Hôpital de la Charité unter Sauveur François Morand. Im Alter von 21 Jahren erhielt er eine Auszeichnung der Académie nationale de chirurgie für seine Arbeit über Brustkrebs. Im Alter von 25 Jahren wurde er mit Zulassung der Académie des sciences Professor an der Faculté de médecine de Paris.
1751 wurde er Leibarzt der Königin und später, um 1771 als Nachfolger Joseph Lieutauds (1703–1780), von Marie-Antoinette und Ludwig XVI.
1776 gründete er mit Félix Vicq d’Azyr die Société royale de médecine. In dieser Zeit machte er auch chemische Experimente mit weinsteinsaurem Zink, zu erhitztem Grünspan und zur spontanen Entzündung von Phosphor (1780). Sein Schüler war Claude-Melchior Cornette (1744–1794).

## Schriften
- Quaestio medica quodlibetariis disputationibus discutienda; 1749
- Quaestio med. An visio stare potest absque crystallino?; 1760
- Sur les gas aériens; Histoire de l'Académie royale des sciences; 1776, 1779[7]
- mit M. de Horne: Instruccion breve y metódica sobre el conocimiento y curacion de todas las enfermedades venereas
- Mémoires instructifs sur les remèdes, que de Lassone fait préparer et envoie tous les ans, par ordre du Roi, et en exécution des arre_ts du Conseil d'Etat,... pour e_tre distribués et administrés gratuitement aux pauvres malades de la campagne; 1777, 1782
- Kurzer Unterricht über die Behandlung der Lustseuche auf dem Lande: in der Versammlung der königl. Societät der Aerzte zu Paris im Louvre vorgelesen am 12. Sept. 1786
- Eloge de M. de Lassone : lu le premier septembre 1789, dans la séance publique de la Société royale de médecine; 1789
- An account of the tenia or long tape worm and of the method of treating it as practised at Morat in; London, 1777